# Acantholabrus palloni
Acantholabrus palloni е вид лъчеперка от семейство Labridae, единствен представител на род Acantholabrus.

## Разпространение
Видът е разпространен в Албания, Алжир, Белгия, Бенин, Великобритания, Габон, Гамбия, Гана, Гвинея, Гвинея-Бисау, Германия, Гибралтар, Гърнси, Гърция, Дания, Джърси, Египет, Екваториална Гвинея, Западна Сахара, Израел, Испания, Италия, Камерун, Кипър, Кот д'Ивоар, Либерия, Либия, Ливан, Мавритания, Малта, Мароко, Монако, Нигерия, Нидерландия, Норвегия, Португалия, Сенегал, Сиера Леоне, Сирия, Словения, Того, Тунис, Турция, Франция, Хърватия и Черна гора.